# Dietrich Bamm

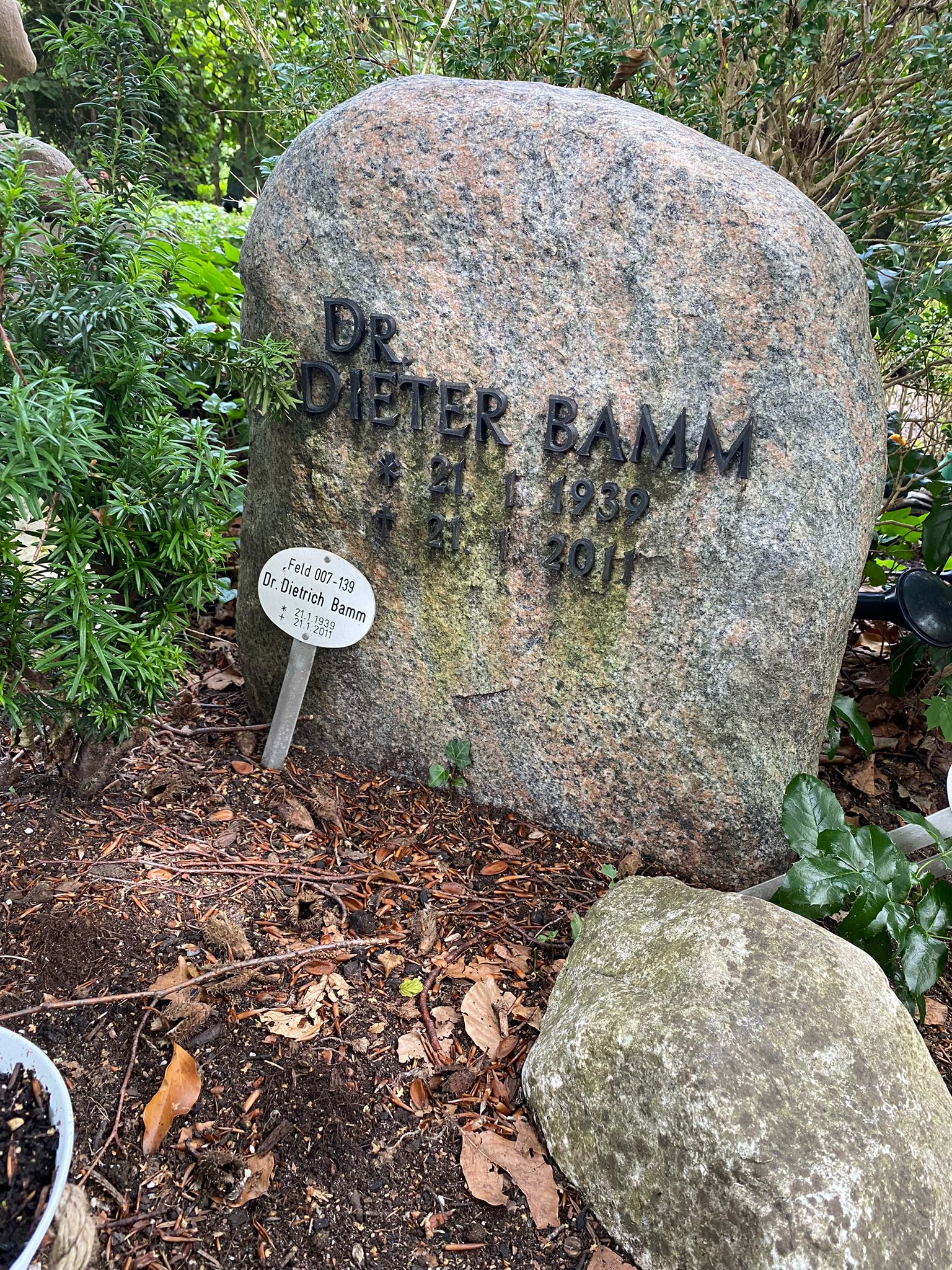
Grabstätte auf dem Alten Friedhof Wannsee

Dietrich Bamm (* 21. Januar 1939; † 21. Januar 2011 in Berlin) war ein deutscher Bauingenieur und Professor für Stahlbau.

## Leben
Dietrich Bamm promovierte 1974 an der Technischen Universität Berlin, wo er ab 1975 als Professor im Fachgebiet Stahlbau am Institut für Bauingenieurwesen tätig war. Unter den Fragestellungen des Stahlbaus erwarb er sich besondere, auch internationale Anerkennung im Bereich des Gerüstbaus.
In den akademischen Gremien des Fachbereichs engagierte Bamm sich als Vertrauensdozent für ausländische Studenten und in der Begutachtung studentischer Leistungen für die BAföG-Förderung.
Bamm trat zum 31. März 2004 in den Ruhestand. Er starb an seinem 72. Geburtstag. Seine letzte Ruhestätte fand Dietrich Bamm auf dem Alten Friedhof Wannsee.

## Veröffentlichungen
- Festschrift für Joachim Lindner. (Hrsg.), Stuttgart 1998.
- Näherungsweise Berücksichtigung der Schubspannungen bei der Ermittlung von Traglasten gerader dünnwandiger offener Profile. (Diss.), Berlin 1974.